# Malattia di Tay-Sachs

La malattia di Tay-Sachs è una gangliosidosi genetica ereditaria rara, dovuta a un deficit dell'enzima esosaminidasi A, che provoca l'accumulo del ganglioside GM2 nel cervello. 
Questa malattia è una sfingolipidosi appartenente al gruppo eterogeneo delle malattie da accumulo lisosomiale e viene ereditata in modo autosomico recessivo.
Il gene che causa la malattia si trova sul braccio lungo del quindicesimo cromosoma (15q23).
Esistono tre forme della malattia:
- Forma infantile o acuta, che si manifesta nei primi mesi di vita che causa nel bambino ritardo psicomotorio, ipotonia, amaurosi e, in alcuni casi, megalencefalia e sussulti associati a forti rumori. Nella forma infantile della malattia è visibile una macchia rosso ciliegia nel fondo degli occhi. La morte subentra in concomitanza di decerebrazione.
- Forma giovanile o subacuta, che insorge tra i 2 e gli 8 anni. I sintomi sono disturbi del comportamento, atassia e regressione mentale, che anche in questo caso portano a decerebrazione.
- Forma dell'adulto o cronica: può comparire dai 10 anni, ma la diagnosi è possibile solo in età adulta. Questa si manifesta in due forme: la prima simile alla malattia di Friedreich, attraverso atassia spinocerebellare, la seconda invece è simile alla sindrome di Wohlfart-Kugelberg-Welander con un'amiotrofia spinale giovanile.

La diagnosi della malattia comporta l'analisi enzimatica e la biopsia. Ancora non si conosce alcuna terapia efficace e gli affetti sono trattati con cure palliative.
Tale patologia è circa cento volte più frequente negli ebrei Ashkenazi che nelle altre popolazioni mondiali a causa di barriere culturali che limitano contatti riproduttivi con esterni (vedi effetto del fondatore), per questo motivo essi sono oggetto di elezione nello studio della malattia. All'interno di tale popolazione un nato su 3600 contrae la malattia, mentre nella popolazione normale la probabilità è di appena 1 su 360 000
Tra gli Ashkenazi positivi allo screening per lo stato di "portatori" il 2% è eterozigote per un allele da pseudodeficienza (che da solo non è causa della malattia) e il 95-98% sono eterozigoti per una delle tre mutazioni patologiche. Due di esse sono causa della forma infantile e una della forma cronica (gangliosidosi GM2).